# Cathedral Quarter (Derby)

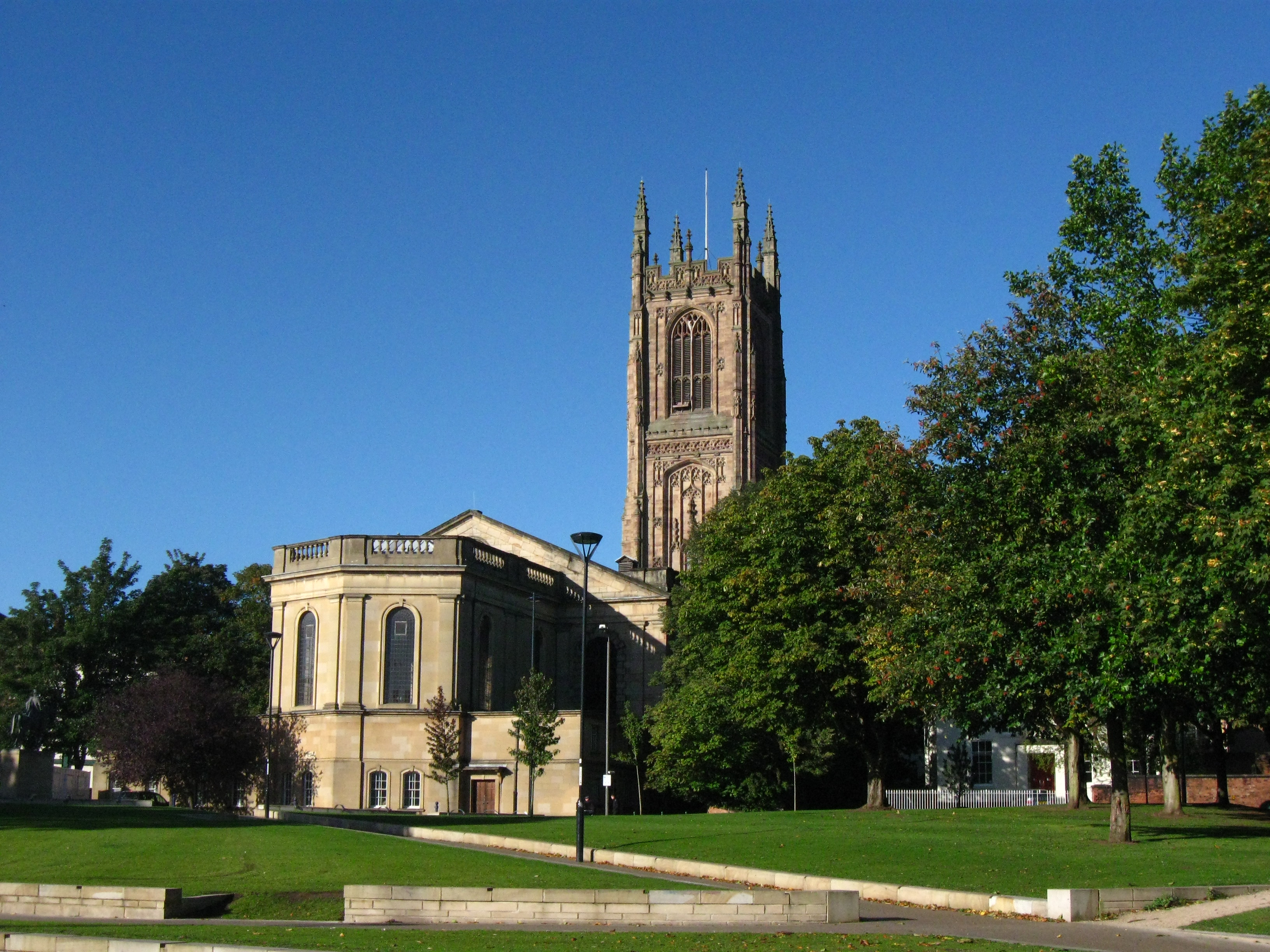
La Cattedrale di Derby

Il Cathedral Quarter è uno dei cinque quartieri in cui si divide il centro di Derby, e che si sviluppa intorno alla Cattedrale. Esso è delimitato dalla St Alkmund's Way e Ford Street a nord ed ovest, dal fiume Derwent a est, ed Albert Street, Victoria Street, Wardwick e Friargate a sud. È un quartiere di shopping, affari e centri culturali in tutta l'area, dove si trovano molte mete di interesse turistico ed artistico. Qui infatti si trovano il Derby Museum and Art Gallery, la Derby Central Library, il Derby Local Studies Library, The Silk Mill, Déda, The QUAD, l'Assembly Rooms, la Guildhall, Derby Tourist Information centre e, naturalmente, la Cattedrale di Derby. The Silk Mill è all'inizio del sito patrimonio dell'umanità "Mulini della valle del Derwent", che ha reso la città forse la culla della Rivoluzione industriale.